# Adult Channel
The Adult Channel var en brittisk TV-kanal specialiserad på erotiska/pornografiska filmer. I Skandinavien kunde kanalen ses via Canal Digital.